# Гірнича промисловість Польщі
Гірнича промисловість Польщі займає важливе місце в економіці країни. Наприкінці XX ст. завдяки видобутку кам'яного і бурого вугілля, мідної руди, сірки, кам'яної солі, а також ряду інших корисних копалин Польща посідала одне з провідних місць у світі. Загалом добувається близько 400 млн т сировини, з цієї кількості 40 % становить кам'яне вугілля, 35 % пісок і гравій, а також буре вугілля і вапняк. Частка гірничої промисловості у ВВП станом на 1998-99 рр. становила 2,3 %. У ній зайнято 271600 чол. На початку XXI ст. простежується тенденція до загального зменшення видобутку мінеральної сировини в Польщі. Виняток складають (2001 до 2000): нафта (+16,3 %), мідна руда (+6 %), срібло (+4 %) і природний газ (+4,2 %). Загалом збут мінеральної сировини у 2001/2000 зменшився на 4,9 %. Водночас частка гірничодобувної галузі в індустріальному збуті загалом залишилася стабільною — на рівні 5,6 %.

## Загальні показники
Таблиця 1. — Гірнича промисловість Польщі у 1999 р., частка та її місце у світі
| Корисна копалина або продукт | Видобуток (виробництво) | Частка у світі, % | Місце у світі |
| Кам'яне вугілля              | 116,0 млн т.            | 3,3               | 7             |
| Буре вугілля                 | 62,8 млн т.             | 6,9               | 4             |
| Рафінована мідь              | 441,0 тис.т.            | 3,2               | 9             |
| Цинк                         | 173,0 тис.т.            | 2,3               | 18            |
| Олово                        | 64,3 тис.т.             | -                 | -             |
| Сірка самородна              | 1,4 млн т.              | 2,7               | 8             |
| Кам'яна сіль                 | 4,0 млн т.              | -                 | -             |

Таблиця 2. Видобуток руди та виплавка металів у 1999 р. у Польщі
| Мінеральна сировина та металопродукція | Обсяг, тис. т |
| Сира сталь                             | 8770          |
| Феромарганець                          | 65            |
| Ферохром                               | 4             |
| Алюміній                               | 47            |
| Свинець/видобуток                      | 61            |
| Свинець/виплавка                       | 70            |
| Цинк/видобуток                         | 153           |
| Цинк/виплавка                          | 178           |
| Мідь/видобуток                         | 461           |
| Мідь/рафінована                        | 470           |
| Золото, кг                             | 409           |
| Срібло, кг                             | 1096          |

Таблиця 3. — Динаміка видобутку основних мінералів і виробництва металів в Польщі, тис. т
| Мінерали і метали                                      | 1999          | 2000          | 2001          |
| Кам'яне вугілля                                        | 112 000       | 103 172       | 103 897       |
| Буре вугілля                                           | 60 800        | 59 460        | 59 541        |
| Нафта                                                  | 425           | 653           | 759           |
| Природний газ (млн м³.)                                | 4 741         | 4 952         | 5 175         |
| Чавунні болванки                                       | 5 233         | 6 492         | 5 440         |
| Прокат (сталь)                                         | 6 917         | 7 700         | 6 680         |
| Сира сталь                                             | 8 848         | 10 504        | 8 814         |
| Свинцево-цинкова руда                                  | 5 088         | 4 500         | 4 600         |
| Свинець (рафінований)                                  | 64,0          | 45,4          | 47,5          |
| Цинк - в т. ч. електролітичний цинк                    | 177 66,5      | 161 н/д       | 164 н/д       |
| Алюміній                                               | 46,5          | 46,9          | 44,72         |
| Мідна руда                                             | 28 388        | 28 503        | 30 227        |
| Мідь (концентрат)                                      | Н/д           | 1 755         | 1 834         |
| Мідь (рафінована) - в т. ч. електролітична мідь        | 496 470       | 518 486       | 529 498       |
| Срібло (т)                                             | 1 096         | 1 144         | 1 190         |
| Сірка (100 %)                                          | 1 247         | 1 480         | 1 066         |
| Сіль (всі види) - в т. ч. кам'яна сіль - сіль випарена | 4 212 923 725 | 4 307 849 735 | 4 000 786 730 |
| Цемент                                                 | 15 555        | 15 046        | 11 918        |

## Окремі галузі

### Нафта
Основні райони нафтовидобутку — Карпати, Передкарпаття і Польська низовина — виснажені. При їх експлуатації використовуються вторинні і третинні методи (закачування газу, використання ПАР, полімерне і законтурне заводнення, внутрішньопластове горіння). Оскільки поклади нафти (14 млн т станом на 1999 рік) невеликі, то вони не відіграють значної ролі у економіці країни. Найбільші поклади нафти розташовані на дні Балтійського моря (близько 70 км на північ від Розевії). Крім цього, експлуатуються невеликі поклади у Кросненсько-Ясельському нафтовому районі, Щецинському узбережжі (Камень Поморскі, Висока Каменска), Кошалінському (Карліно), у західній частині Великопольщі. Ведуться інтенсивні пошуки нових покладів (особливо у Балтійському морі). У цих пошуках беруть участь також зарубіжні підприємства.
У 1981 Польща імпортувала з СРСР близько 17,4 млн т нафти і нафтопродуктів. У 1996, внаслідок об'єднання семи державних нафтопереробних заводів і мережі автозаправних станцій, була створена компанія «Нафта польська». Деякі нафтопереробні заводи частково приватизовані; близько 30 % їх акцій продано іноземним інвесторам. У нафтовому секторі Польщі спостерігається тенденція до залучення іноземного капіталу. Фірми з іноземним капіталом мали на 2001 р. в країні вже 120 нафтогазових концесій. Основні з них — Apache Corporation, FX Energy Inc., Texaco.

### Природний газ

Видобуток та імпорт вугілля у країнах Європи

Видобуток та споживання природного газу в Польщі у 1999 відповідно становив: 4,4 та 10,3 млрд м³. Таким чином, власний газовидобуток задовольняє 40 % внутрішніх потреб. Прогноз споживання газу в Польщі на 2005 рік був на рівні 15,5 млрд куб. м. Видобуток природного газу ускладнюється високим вмістом азоту (20-30 %) і сірководнів. Запаси газу на родовищах у Карпатах виснажені (до 90 %). Глибина залягання прогнозних запасів 3-5 тис. м. Перспективними вважаються газові поклади кембрію зони шельфу Балтійського моря, де відкриті промислові родовища нафти. Польський газовий ринок залежить від імпорту. Відповідальна за весь газовий сектор країни акціонерна компанія Polish Oil & Gas (POGC). Польща імпортувала газ з Росії (64 % необхідного країні газу у 2000), імпортує газ із Нідерландів, Норвегії. Контракти з Росією були укладені до 2020 р. Планується будівництво газопроводу з Норвегії продуктивністю для Польщі в 5 млрд м³ газу на рік (з 2007), а також імпорт в Польщу зрідженого природного газу з Катару, Нігерії, Норвегії і Алжиру.

### Вугільна промисловість
Вугілля — основне джерело енергії для польської економіки. З видобутку вугілля Польща в 2001 р займала 7-е місце у світі. Динаміка видобутку кам'яного вугілля (млн т): 1990 — 148; 1994 — 134; 1998 — 117; 1999 — 112; 2000 — 110; 2001 — 102,0 млн т. (за Є. Кіцкі, доповідь 10.10.2002, Алчевськ). У експлуатації знаходяться родовища Нижньосілезького, Верхньосілезького і Люблінського кам'яновугільних басейнів. Основне промислове значення має Верхньосілезький басейн. Нижньосілезький басейн — найбільш старий і відпрацьований, тому значення його меншає (розроблявся головним чином до 1997 р.). Люблінський басейн освоюється. У 1975 було почато будівництво кар'єра «Белхатув» з проектною потужністю 40 млн т вугілля на рік. У 1986 р. в Польщі діяло 69 шахт, більшість яких знаходилася на території Верхньосілезького промислового району. Шахти високомеханізовані — понад 85 % обсягу продукції добувалося в комплексно-механізованих лавах. Збагачення — в гравітаційних сепараторах, відсадочних машинах і флотацією. Реструктуризація гірничої галузі в Польщі триває з 1989 р. У 1993 р. існувала реальна загроза банкрутства галузі. В результаті реформи ліквідовано 29 шахт, понад 150 стволів, майже 3 тис. км виробок. Кількість видобувних лав зменшилася з 861 в 1989 р до 146 в 2002 р. Видобуток з лави збільшено з 863 т/добу (1989) до 2744 т/добу (2002). Державна дотація на реформу кам'яновугільної промисловості в 1998—2000 рр. склала 4358,8 млн злотих. В результаті реструктуризації чистий фінансовий результат (нетто) кам'яновугільної промисловості з 2001 року став позитивним. У 2003—2006 рр. прогнозувалося подальше зменшення видобутку вугілля до 100,6 млн т. на рік. Кількість діючих лав мала зменшитися до 93. До 2015 р. планувалося побудувати тільки одну нову шахту.
Буре вугілля, що знаходиться передусім у західній і центральній Польщі, видобувається відкритим способом у Турошівському, Белхатівському, Конінському районах бурого вугілля. Намічене збільшення видобутку лігніту до 86 млн т в 2015 р. для використання на ТЕС.
Найбільша в країні вугільна шахта «Пяст» знаходиться в місті Нови-Берун, на південь від Катовиць; видобуток вугілля в ній ведеться з 1975. Запаси бурого вугілля (лігніту), яке добувається в центральному (Малінец, Адамув) і південно-західному (Турошув, Жари) районах Польщі, оцінюються в 14 млрд т.

### Гірничорудна промисловість

#### Залізо і сталь
На початку XXI ст. виробництво заліза і сталі в П. мало тенденцію до зниження. У 2001 це зниження склало більш ніж 16 %. Виробництво заліза і сталі в Польщі переважно основане на імпортній сировині, вітчизняні резерви залізної руди виснажені. Імпорт залізних руд і концентратів в першій половині 2001 становив 3.6 млн т проти 3.11 млн т за той же період у 2000 (+15.8 %), що у грошовому вимірі майже US$95 млн. Імпорт залізорудної сировини здійснювався переважно з України, Бразилії і Росії. Імпорт феросплавів за перші шість місяців 2001 становив 55 759 т (на US$32.8 млн), що порівняно з US$42 млн за той же період 2000 суттєво менше (-22 %) і прийшов переважно від Словенії, Франції, Норвегії і України. Імпорт Залізного металобрухту і скрапу в 2001 дорівнював 586 580 т на US$55.6 млн. Виробництво чавунних болванок і феросплавів зменшилося у 2001 р (до 2000) на 16 % — до 5.44 млн т. Виробництво сирої сталі теж зменшене на 16.0 %, до 8.8 млн т проти 10.5 млн т у 2000. Виробництво сталі-прокату у 2001 — 6.37 млн т проти 7.47 млн т у 2000 (-14.8 %). Експорт феросплавів за перше півріччя 2001 був 29 тис.т на майже US$13.4 млн. (у 2000 р. — 49,18 тис.т на US$28.5 млн).

#### Мідь
В кінці XX ст. розроблялися осадові родов. Північно-Судетської мульди і Передсудетської монокліналі, що утворюють Лєгніцко-Глогувський міднорудний район, який складає основу сировинної бази мідної промисловості країни. Розробка родов. цього району розпочата в 1963. Розробки ведуться підземним способом на глиб. близько 1000 м. При збагаченні мідної руди використовують дроблення в кульових млинах, флотацію, фільтрацію, згущення. Галузь повністю задовольняє потреби народного господарства країни в міді і частково експортує цей продукт.
За оцінкою Геологічної служби США в 2000 р. (в дужках дані за 1999 р.) в Польщі видобуто 480(464) тис. т Cu в руді (9-е місце після Чилі, США, Індонезії, Австралії, Канади, Перу, Росії, Китаю), у світі за той же час видобуто 13,082 (12,6) млн т Cu в руді. За даними [Mining Annual Review 2002] у 2000 р вироблено 1.8 млн т мідних концентратів, 529 рафінованої міді (проти 518 тис.т в 2000), 498,0 тис.т електролітичної міді (проти 486,0 тис.т в 2000). Мідна руда була видобута на трьох великих підземних рудниках — Лубін (Lubin), Полковіце-Сєрощовіце (Polkowice-Sieroszowice) і Рудна (Rudna) та перероблена на мідеплавильних заводах в Лєгніце і Глогув.

#### Цинк
У 1998 р видобуток цинку в рудах становив 173 тис.т. (2,3 % світового) — 18-е місце у світі. Пром. родов. знаходяться в Сілезько-Краківському басейні. Сульфідні руди добувають на шахтах «Болеслав» (з 1953), «Тшебьонка» (з 1962), «Поможани» (з 1968), «Ожьог-Бяли» і «Домбровка» (з 1970).
Крім того, цинкові руди і концентрати імпортують, переважно з Румунії, Гондурасу і Чилі. У першому півріччі 2001 імпортовано близько 55,386 тис.т цинкової руди і концентрату на US$12.5 млн. Імпорт свинцю в першій половині 2001 становив 13,716 тис.т на US$8.06 млн. (з Німеччини, Румунії і Швеції).
Експорт цинку і цинкових продуктів в першій половині 2001 становив 46,762 тис.т на US$50.3 млн. (проти 44,439 тис.т, US$53.74 в першій половині 2000). Країни-імпортери польського цинку: Німеччина, Чехія і Словаччина.

#### Алюміній
Імпорт алюмінію і алюмінієвих продуктів за перше півріччя 2001 р становив 143,792 тис.т на майже US$380 млн. (проти 146,0 тис. т, US$376 млн за той же період 2000). Експорт алюмінію за перше півріччя 2001 був 114,629 тис.т, що склало майже US$262 млн.

#### Срібло
Експорт срібла за перше півріччя 2001 р становив 563 т на US$81 млн і пішов переважно до Великої Британії (240 т), Німеччини (203 т) і Бельгії (90 т).

#### Нікель
Імпорт нікелю в перші шість місяців 2001 був 1059 т на US$8.7 млн, переважно з Росії, Німеччини і Фінляндії.
Барит добувають на родов. в Станіславуві. У експлуатації знаходяться шахти «Богушув» і «Станіславув».
Неметалічні індустріальні мінерали в Польщі — це переважно сірка і різні солі та 50 інших мінералів, які використовуються зокрема в будівництві, як металургійні додатки тощо.

### Нерудні корисні копалини

#### Будівельні матеріали
В кінці XX ст. видобуток будівельних матеріалів становив близько 44 % від обсягу видобутку всієї гірничодобувної промисловості в П. У експлуатації знаходилися 2450 кар'єра. Глибина розробки в пухких породах до 30 м, в міцних — до 120 м. Розробляються в осн. осадові породи, частка магматичних порід становить всього 6 % від видобутку. Нерудна сировина добувається г.ч. в Судетах (магматичні породи) і Свентокшиських горах (карбонатні породи).

#### Сірка
За виробництвом техн. сірки П. займає одне з провідних місць у світі. У 1998 р видобуток сірки в П. становив 1,4 млн т. (2,7 % світового) — 8-е місце у світі. У 2001 — 1.07 млн т і має тенденцію до зменшення. Видобуток сірки ведеться комбінованим способом (відкритим та свердловинним) на Тарнобжегському родов. Крім того, діють шахти в Гжибувє, Тарнобжегє, Смолінце, Осєкє. Бл. 90 % всієї сірки видобувають свердловинним методом. Сірка, що добувається в кар'єрі «Махув», збагачується флотацією. При збагаченні застосовується також фільтрація, ґранулювання і масляна флотація.
Експорт сірки за перше півріччя 2001 становив 501 674 t на US$18.9 млн проти 486 233 т на US$21.6 млн за той же період в 2000.

#### Кам'яна сіль
Видобуток кам'яної солі повністю забезпечує потреби країни і частково експортується. Розробка родов. ведеться в осн. свердловинним способом (методом підземного розчинення) і шахтним із застосуванням буропідривних робіт та методу підземного вилуговування. Понад 100 р. в експлуатації знаходяться шахти «Іновроцлав», «Бохня» і «Вєлічка», а також нова ш. «Сєдлєц-Мощеніца» в яких видобуток ведеться методом вилуговування, з 1964 працює ш. «Клодава», де кам. сіль добувається сухим методом. Свердловинний метод застосовують на шахтах «Гура» (з 1968), «Барич-Лєнжковіце» (з 1968), «Могільно» (з 1986).

#### Інші нерудні корисні копалини
В 2001 виробництво цементу склало 11.9 млн т проти 15 млн т в 2000 (-20.8 %). Експорт цементу за перше півріччя 2001 був 467 тис.т, який оцінюється в майже US$17.5 млн, а імпорт протягом того ж періоду — 330 тис. т.
В 1999 р. видобуток інших нерудних корисних копалин (тис.т): бентоніт — 2, діатоміт — 2, каолін — 70, магнезит — 38, кам. сіль — 3284. Видобуток деяких неметалічних та індустріальних мінералів за 2000 р: ангідрит 284 700 т (+20.2 %); вапняк 29.8 млн т (+17.8 %); вапно 2.2 млн т (+3.6 %); гіпс 0.99 млн т (+7.9 %); доломіт 2.2 млн т (+15.1 %); сланець 384 100 т (+75.1 %); кремнезем і кварцові піски 2.9 млн т (+17.2 %); природний будівельний пісок 21.6 млн т (0 %); вогнетривкі глини 190,4 тис.т (+10.3 %); інші глини 1.34 млн т (+16.4 %); кварцит 76,7 тис.т (+2.9 %); і кварц 52,2 тис.т.

## Гірниче машинобудування
Польща має розвинену промисловість по випуску гірничих машин і обладнання, яка задовольняє потреби країни і дозволяє експортувати продукцію. Виготовляються очисні і прохідницькі комбайни, вугільні струги, шахтні навантажувачі, конвеєри, підвісні рейкові дороги, механізоване кріплення, шахтні вагонетки, лебідки, бурові верстати, насоси і вентилятори, агрегати для піноутворення і зволоження пластів, підіймальні машини, кліті, шахтні скіпи і копри, обладнання для збагачення корисних копалин.

## Наука та підготовка кадрів
Підготовку гірничих інженерів здійснюють Гірничо-металургійна академія ім. Ст. Сташиця (Краків, з 1919) і Сілезький політехн. інститут (з 1945). Крім того, існують ф-ти у політехн. вузах у Вроцлаві, Любліні і Кракові. У систему Польської АН входить Інститут механіки г.п. НДІ мають власну базу, це Головний інститут гірничої справи в Катовицях, Центр. науково-проектний інститут кар'єрних розробок (м. Вроцлав). Наук. дослідження в галузі геології ведуть: Геол. інститут Мін-ва охорони навколишнього середовища і природних ресурсів у Варшаві (створений в 1919) з філіями в Кельцях, Кракові, Сосновці, Вроцлаві, Сопоті, Геол. інститут Польської АН (1980) і НД центр геол. техніки у Варшаві (1953).

## Періодична преса
Наприкінці XX ст. в П. видавалося 20 журналів, присвячених гірн. і геол. тематиці. Гол. журнали в галузі гірн. справи: «Przegląd Gorniczy» (з 1903), «Górnictwo» (з 1954), «Archiwum Górnictwa» (з 1956), «Mechanizacja u Automatyzacia Górnictwa» (з 1963), «Ochrona Terenów Górniczych» (з 1967). Крім того, кожна галузь гірн. справи має власний техн. журнал. Осн. журнали в галузі геології: «Biuletyn Państwowego Instytutu Geologicznego» (з 1938), «Pocznik Polskiego Towarzystwa Geologicznego» (з 1923), «Archiwum Mineralogiczne» (з 1925), «Acta Geologica Polonica» (з 1950), «Przegląd Geologiczny» (з 1953), «Kwartalnik Geologiczny» (з 1957), «Mineralogia Polonica» (з 1970).